# Tatort: Der Himmel ist ein Platz auf Erden
Der Himmel ist ein Platz auf Erden ist ein Fernsehfilm aus der Krimireihe Tatort. Der vom Bayerischen Rundfunk produzierte Beitrag ist die 943. Tatort-Episode und wurde am 12. April 2015 im Ersten Programm der ARD erstgesendet. Das fränkische Ermittlerduo Voss und Ringelhahn ermittelt in seinem ersten Fall.

## Handlung
Kriminalhauptkommissar Voss kommt zu seiner neuen Arbeitsstelle nach Nürnberg und lernt seine Kollegen am Tatort kennen. Dort wurde Christian Ranstedt, ein Professor der Erlanger Universität, in seinem Auto im Wald tot aufgefunden. Der verheiratete Vater zweier Kinder wurde mit Kopfschüssen aus nächster Nähe getötet. Offensichtlich hatte er Sex im Wagen; beide Türen stehen offen, der Fahrersitz mit dem toten Ranstedt ist weit zurückgeschoben.
Die Nürnberger Ermittler Felix Voss, Paula Ringelhahn, Wanda Goldwasser, Sebastian Fleischer und Michael Schatz übernehmen den Fall. Sie ermitteln bei der geschockten Gattin des Opfers und erfahren in der Universität von einer Nacht zwischen einer Assistentin und Ranstedt. Des Weiteren stellt sich im Laufe der Ermittlungen heraus, dass Ranstedt auch eine Affäre mit seiner Nachbarin Charlotte Pahl hatte und sie mit ihm im Auto war, bevor er erschossen wurde.
Die Handy-Ermittlung der im Tatzeitrahmen eingeloggten Handys im Gebiet des Tatorts liefert schließlich einen Verdächtigen: Thomas Buchwaldt, genannt Tommy. Er zeigt sich als besonders auffällig, da er nicht auffindbar ist. Zufällig trifft Nachbarin Charlotte Pahl auf Tommy, ohne zu wissen, dass er bereits von der Polizei gesucht wird. Sie lädt ihn spontan ein, sie nach Hause zu begleiten, wobei man erfährt, dass Tommy bis vor vier Jahren der Babysitter der beiden Kinder Pahls war.
Voss findet schließlich über Charlotte Pahl heraus, dass sie eine zweiwöchige Affäre mit Buchwaldt hatte, die sie von sich aus beendete. So ergibt sich, dass Tommy aus Eifersucht auf Ranstedt diesen im Affekt erschoss. Das Dramatische: Tommy scheint in diesem Moment mit Pahls beiden Kindern im Kino zu sein. Es ist zu befürchten, dass er auch ihnen etwas antut. Eine groß angelegte Suche beginnt, wobei die Kinder unversehrt allein in einem Kino gefunden werden. Tommy wartete derweil im Keller der Pahls und trifft schließlich Charlotte. Während er sich mit ihr aussprechen will, trifft Voss ein und nimmt ihn fest.

## Hintergrund

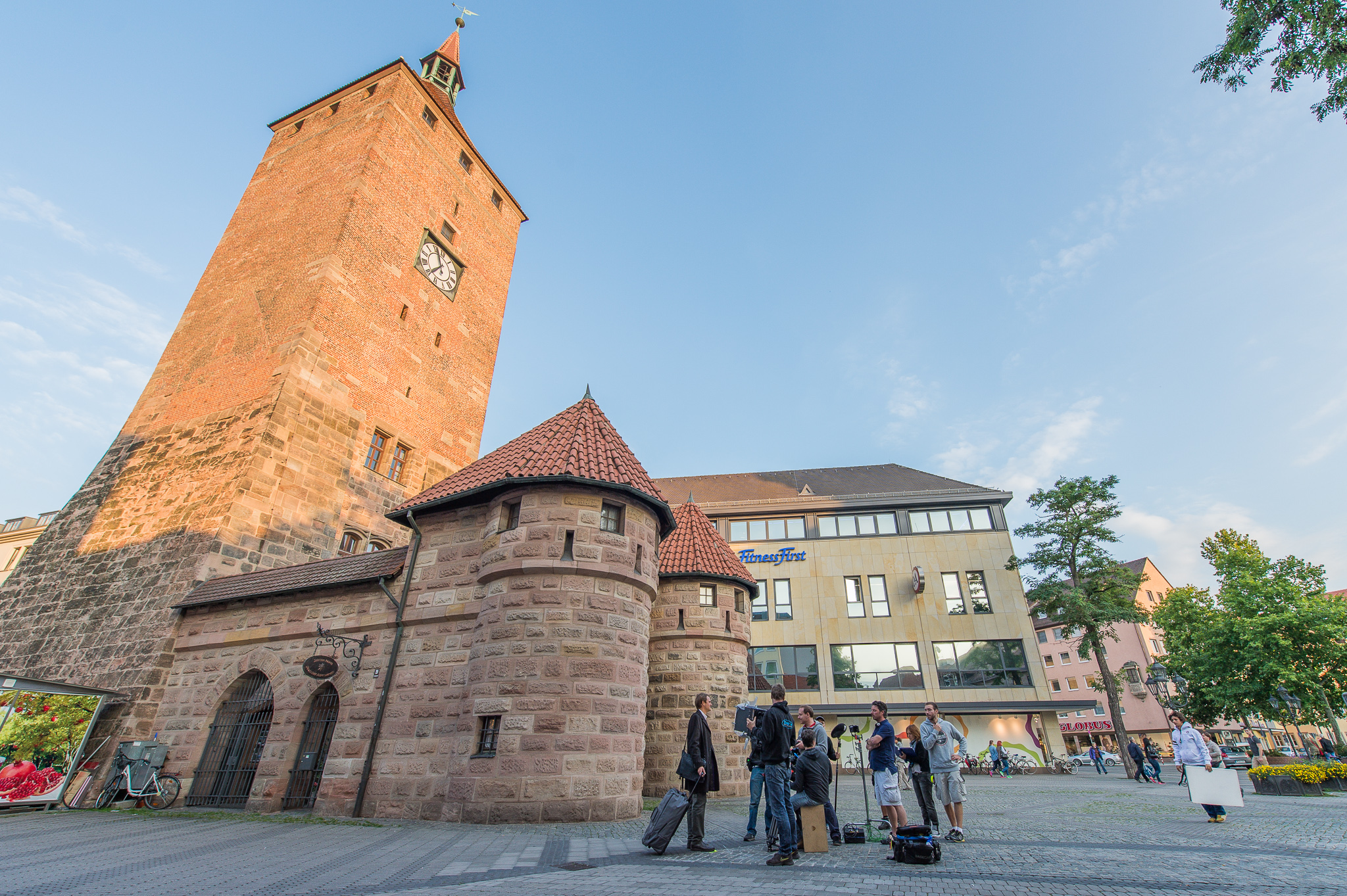
Dreharbeiten mit Fabian Hinrichs am Weißen Turm in Nürnberg

Der Film wurde vom 26. August 2014 bis zum 25. September 2014 in Franken rund um Nürnberg, Fürth und Erlangen gedreht. Kulisse für Hauptkommissar Voss’ ersten Auftritt war der Hauptbahnhof Nürnberg. Für die Tatort-Mordkommission wurde als Kulisse das Polizeipräsidium Mittelfranken mit Sitz am Jakobsplatz in direkter Nähe zur Elisabethkirche gewählt, in dem zugleich Innenaufnahmen stattfanden. Aufnahmen, die im gläsernen Gebäudeteil des Polizeipräsidiums spielen, wurden im leerstehenden Kaufhof-Gebäude (früher Horten) am Aufseßplatz aufgezeichnet. Der Fundort der Leiche wurde im Nürnberger Reichswald in der Nähe von Wendelstein inszeniert. Die Anfahrt wurde auf Feldwegen im Gebiet der Gemeinde Stein gedreht. Entlang der Fürther Straße wurden der Turm der Quelle GmbH sowie der U-Bahnhof Eberhardshof als Kulisse genutzt. An der Friedrich-Alexander-Universität entstanden Innen- sowie Außenaufnahmen mit der Kulisse der technischen Fakultät in Erlangen. Die Szenen, die die Villa der Familie Ranstedt zeigen, wurden an einem Anwesen am Burgberg aufgezeichnet. Das im Film zu sehende Nachbarhaus der Familie Pahl befindet sich im Nürnberger Stadtteil Erlenstegen. Das Gespräch zwischen Kriminalhauptkommissar Felix Voss und Richter Frederik Pahl wurde in der holzvertäfelten Bibliothek des Justizpalasts des Landgerichtes Nürnberg-Fürth aufgenommen. Die in der Wohnung von Kriminalhauptkommissarin Paula Ringelhahn spielenden Szenen wurden in der Mathildenstraße in Fürth gedreht, diejenigen, die die Wohnung von Tommy Buchwaldt zeigen, in der Hainstraße in Nürnberg aufgenommen. Zudem wurde in einem Nürnberger Tennis-Center sowie am Cinecittà Nürnberg gedreht. Außenaufnahmen mit Fabian Hinrichs entstanden an der Königstraße sowie am Klarissenplatz. Ulrike C. Tscharre stand für die Dreharbeiten in der Nürnberger Altstadt zwischen Neuem Rathaus, Fleisch- und Museumsbrücke vor der Kamera.
Im Filmvorspann sowie unmittelbar vor dem Abspann ist der Musiktitel Dans Le Silence von Martha Wainwright zu hören. Als zusätzliche Hintergrundmusik wurden Teile vom Mulholland Drive – Straße der Finsternis-Soundtrack verwendet, komponiert von Angelo Badalamenti und David Lynch. Des Weiteren wurde das Stück Mountains Falling von David Lynch und John Neff in zwei Szenen eingespielt, das ebenfalls in Mulholland Dr. Verwendung fand.
Die Audiodeskription zum Film wurde vom BR selbst produziert. Sprecherin ist Annette Wunsch.
Gut zwei Jahre nach der Ausstrahlung der Folge Der tiefe Schlaf, in der Fabian Hinrichs einen Gastauftritt an der Seite des Münchner Ermittlerduos Batic und Leitmayr hatte, erhielt Hinrichs den Zuschlag für die Hauptrolle im Franken-Tatort.

## Rezeption

### Kritiken
„Färberböck hat zuvor die außergewöhnliche Münchner ‚Tatort‘-Folge ‚Am Ende des Flurs‘ gedreht, in der es um männliche Projektionsmechanismen, aber auch seltene Formen wahrer männlicher Hingabe ging. In dem Franken-‚Tatort‘ nun rückt er, ohne dass einem das am Anfang wirklich auffällt, eine weibliche Figur ins emotionale Zentrum. Eine Nachbarin des Mordopfers, die Ulrike C. Tscharre […] zugleich verletzlich und verletzend spielt. Wie Färberböck sie mal aus der Fern-, mal aus der Nahperspektive in Szene setzt, ohne ihr letztes Geheimnis zu offenbaren, das erinnert an die Frauen-Filmer aus dem Umfeld der französischen Nouvelle Vague, an François Truffaut, Jacques Demy und Peter Brook.“

„Färberböck wagt die Revolution im modernen Tatort: Er bringt Ermittler, die keinen an der Klatsche haben. Sie sind eher warm als innerlich erfroren, eher linkisch als cool. Und berührbar von dem, was passiert. […] Dieser Fall […] hat ein paar Längen, aber die Geschichte nimmt Fahrt auf, sie findet einen Sound, und tatsächlich alle Darsteller sind mit Liebe ausgesucht.“

### Einschaltquoten
Die Erstausstrahlung von Der Himmel ist ein Platz auf Erden am 12. April 2015 wurde in Deutschland von 12,11 Millionen Zuschauern gesehen und erreichte einen Marktanteil von 33,7 % für Das Erste. Es ist damit der sechsterfolgreichste „Tatort“ innerhalb von 20 Jahren; die Episode war die Fernsehsendung mit den siebtmeisten Zusehern im Jahr 2015.

### Auszeichnungen
Fabian Hinrichs wurde beim 28. Bayerischen Fernsehpreis als Bester Schauspieler in den Kategorien „Fernsehfilme / Serien und Reihen“ nominiert.